# Nappedam
Nappedam Lystbådehavn er en selvbygger-marina i bunden af Aarhusbugten i Egens Vig, ejet af Nappedam Bådelaug beliggende allernordligst oppe i Aarhusbugten ind mod det sydlige Djursland ved Kalø Slotsruin 2 km fra byen Rønde og 34 kilometers køreafstand fra Aarhus, alternativt 23 kilometers sejleafstand fra storbyen.
Nappedam Bådelaug blev etableret i 1968 med udgangspunkt i en simpel træbro, som blev flyttet til en eksisterende udskibningsmole, Nappedam, der nu er del af den lystbådehavn, som op gennem 70’erne blev bygget af medlemmerne, og som de fortsat vedligeholder i dag. 
Lystbådehavnen indbefatter i dag en Kajakklub med egne bygninger, samt en Ungdomsafdeling, også kaldet, Jolleafdelingen, hvor børn lærer at sejle en sejlbåd og at konkurrere i sejljoller, understøttet af voksne, oftest fra en forældrekreds.
Kommunikation Nappedam Bådelaug har en hjemmeside samt et klubblad, Lanternen, der også er frit tilgængelig online fra hjemmesiden. 
Indsejling Den primære indsejling til Nappedam foregår i den østlige ende af Egens Vig afmærket med et rødt blinkfyr og en rød topstage fra 1/4 - 15/11. Fra den røde topstage styrer man direkte mod havnens molefyr. Det handler om at undgå at sejle ind på det lavvandede rev, Rønsten, vest for indsejlingen, ud fra Kalø Slotsruin, eller at gå på grund i Egens Vigs østlige fladvand. 
Når man sejler til Nappedam fra Kattegat, kommer man nord ind gennem Aarhus Bugten og Kalø Vig. Her kan man i praksis sigte efter en vindmølle på Egens Vigs østside, for at komme frem til nævnte blinkfyr og topstage. Det er en simpel og ukompliceret indsejling, hvis man følger de to nævnte indsejlings-markeringer. I Aarhusbugten inden Knebel Vig skal man være opmærksom på det fladvandede område på østsiden af bugten.  
Faciliteter Bygningerne med klublokaler består af en vinkelbygning med møde-, opholds- og festsal, inklusive køkken, kontor værksted, lager og andre rum i vest-enden af lystbådehavnen. Ligeledes er der selvstændige bygninger til Kajak- og Jolleafdelingerne i øst-enden af lystbådehavnen. Containere bliver brugt til vinteropbevaring af medlemmernes master og rig. 
Bådelauget har en stor traktor med hydralikbaseret ophalervogn, der tilpasser sig bådskrogenes form, anvendt til optagning og søsætning af sejl- og motorbåde. Derudover er der en række andre faciliteter, såsom moler med bådpladser hvortil der er ført vand og el ud, brændstofstander, ophalersted, vinteropbevaringsareal til bådene, mastekran, grillsted og p-pladser, samt hvad der ellers hører til en tidssvarende lystbådehavn.
Sejlerskole Nappedam Bådelaug har en sejlskole, hvor begyndere kan lære at sejle fra bunden, og hvor mere øvede kan forbedre deres færdigheder, såsom med hensyn til at manøvrere for sejl i skiftende vindretninger, og at sejle optimalt hurtigt ved hjælp af finere sejltrimning.
Kapsejlads I forhold til sin størrelse har Nappedam mange kapsejlere. Hver tirsdag deltager typisk 12 både med besætning i de ugentlige sejladser for at dyste om vandrepokalerne - opdelt i 3 løbsgrupper efter bådstørrelse. 
Tilsvarende er samme antal - men ikke helt de samme både på vandet på torsdage, hvor der sejles "single-hand" sejladser.
Onsdagssejlads er ikke kapsejlads i traditionel forstand, men mere afslappet sejlads for hyggens skyld, og for at bådene ikke gror helt til før og efter sommerferien.
Aktivitets- og HD-udvalg Nævnte udvalg står for en vifte af praktiske arrangementer og sociale aktiviteter. HD står for ”hjemmedaskere” og er en klub tiltænkt det plus 60-årige bådfolk. 
Kajakklubben, Nappedam Kajak,  har egen hjemmeside
og egne klublokaler og faciliteter i østenden af lystbådehavnen, delt med Jolleafdelingen. Blandt Kajakafdelingens fællesaktiviteter er udlandsture, såsom til Göteborgs Skærgård, samt vinterbadning. 
Jolleafdeling Nappedam Bådelaug har en Jolle- eller Ungdomsafdeling med klubaktiviteter, hvor et overordnet formål er at lære unge at sejle. Centralt er trænings- og konkurrencesejlads i små sejljoller: optimistjolle, Feva, Tera, laser, og 405-jolle. Jolleafdelingen deler klublokale med Kajakafdelingen i lystbådehavnens østende.
Medlemsforpligtelser Medlemmerne skal bidrage med en halv dags arbejde årligt til vedligehold af havnen, eller alternativt betaling af 300 kr. for samme. Ligeledes er der en medlemsbaseret nattevagt-ordning, så der altid er opsyn med havn og både. Et medlem har en årlig nattevagt. Oplysninger om medlemskontingent, bådpladsleje, køb af bådplads, ledige pladser, etc. kan findes på Nappedam Bådelaugs hjemmeside.
Badning Fra den vestlige havnemole er der en offentlig badebro, ligesom der for enden af molen er et stykke med sandstrand. Man kan også bade fra Kajakklubben i østenden.